# Championnat d'Éthiopie de football 2018-2019
Navigation
Saison précédente Saison suivante
La saison 2018-2019 du Championnat d'Éthiopie de football est la soixante-treizième édition de la première division en Éthiopie, la Premier League. Elle regroupe, sous forme d'une poule unique, seize équipes du pays qui se rencontrent deux fois au cours de la compétition, à domicile et à l'extérieur. À l'issue de la saison, les trois derniers du classement sont relégués et remplacés par les trois meilleurs clubs de deuxième division. 
Le promu de la saison passée, Jimma Aba Jifar FC, est le tenant du titre.

## Les clubs participants
- Baher Dar Kenema FC - Promu de D2
- Ethiopian Coffee Sport Club
- Awassa City FC
- Dedebit FC
- Fasil City FC
- Defence Force SC
- Sidama Coffee FC
- Adama City FC
- Shire Endaselassie FC - Promu de D2
- Dire Dawa City FC
- Mekele City FC
- Saint-George SC
- Debub Police SC - Promu de D2
- Welayta Dicha FC
- Welwalo Adigrat University
- Jimma Aba Jifar FC

## Compétition
Le barème de points servant à établir les classements se décompose ainsi :
- Victoire : 3 points
- Match nul : 1 point
- Défaite : 0 point

### Classement
| Rang | Équipe                      | Pts | J  | G  | N  | P  | Bp | Bc | Diff |
| ---- | --------------------------- | --- | -- | -- | -- | -- | -- | -- | ---- |
| 1    | Mekele City FC              | 59  | 30 | 18 | 5  | 7  | 45 | 24 | +21  |
| 2    | Sidama Coffee FC            | 58  | 30 | 17 | 7  | 6  | 45 | 29 | +16  |
| 3    | Fasil City FC C             | 77  | 30 | 15 | 12 | 3  | 49 | 17 | +32  |
| 4    | Saint-George SC             | 46  | 29 | 12 | 10 | 7  | 28 | 18 | +10  |
| 5    | Jimma Aba Jifar FC T        | 46  | 30 | 12 | 10 | 8  | 33 | 36 | -3   |
| 6    | Awassa City FC              | 44  | 30 | 12 | 8  | 10 | 42 | 31 | +11  |
| 7    | Welayta Dicha FC            | 41  | 30 | 10 | 11 | 9  | 34 | 27 | +7   |
| 8    | Baher Dar Kenema FC P       | 41  | 30 | 10 | 11 | 9  | 27 | 31 | -4   |
| 9    | Ethiopian Coffee Sport Club | 39  | 30 | 10 | 9  | 11 | 27 | 23 | +4   |
| 10   | Welwalo Adigrat University  | 37  | 29 | 9  | 10 | 10 | 16 | 21 | -5   |
| 11   | Adama City FC               | 35  | 30 | 8  | 11 | 11 | 28 | 28 | 0    |
| 12   | Dire Dawa City FC           | 35  | 30 | 9  | 8  | 13 | 29 | 34 | -5   |
| 13   | Shire Endaselassie FC P     | 34  | 30 | 7  | 13 | 10 | 29 | 39 | -10  |
| 14   | Defence Force SC            | 32  | 30 | 8  | 8  | 14 | 37 | 57 | -20  |
| 15   | Debub Police SC P           | 29  | 30 | 7  | 8  | 15 | 34 | 41 | -7   |
| 16   | Dedebit FC                  | 13  | 30 | 4  | 1  | 25 | 21 | 68 | -47  |

|  | Qualification pour la Ligue des champions de la CAF 2019-2020                           |
|  | Qualification pour la Coupe de la confédération 2019-2020                               |
|  | Relégation directe en deuxième division                                                 |
|  | T : Tenant du titre C : Vainqueur de la Coupe d'Éthiopie P : Promu de deuxième division |

## Bilan de la saison
| Championnat d'Éthiopie de football 2018-2019 |                            |
| Champion                                     | Mekele City FC (1er titre) |
| Coupes et trophées                           |                            |
| Vainqueur de la Coupe d'Éthiopie 2018-2019   | Fasil City FC              |
| Qualifications continentales                 |                            |
| Ligue des champions de la CAF 2019-2020      | Mekele City FC             |
| Coupe de la confédération 2019-2020          | Fasil City FC              |
| Promotions et relégations                    |                            |
| Promus en Premier League                     | Sebeta City Football Club  |
| Promus en Premier League                     | Wolkite City FC            |
| Promus en Premier League                     | Hadiya Hossana FC          |
| Relégués en Second League                    | Defence Force SC           |
| Relégués en Second League                    | Debub Police SC            |
| Relégués en Second League                    | Dedebit FC                 |